# تونیشا شارما
تونیشا شارما (زاده ۴ ژانویه ۲۰۰۲ درگذشته۲۴دسامبر ۲۰۲۲)  هنرمند تلویزیون و فیلم های هندی بود. شارما نخستین هنرمندی خودش را با بهارات کا ویر پوترا - ماهارانا پراتاپ در نقش چاند کوار در سال ۲۰۱۵ انجام داد.
شارما نخستین فیلم خودش را با عنوان وسواس در نقش فردوس جوان انجام داد و سپس در نقش جوان دیا در بار ها نگاه کن  نقش آفرینی نمود. در هر دوی این فیلم ها، شارما نقش نسخه زن جوان کاترینا کیف را نقش آفرینی نمود.

## اوایل زندگی
شارما در تاریخ ۴ ژانویه ۲۰۰۲ در چندی گر از پدر و مادری وانیتا شارما زاده شد. در سال‌های نخستین فعالیتش، تعیین شد که شارما دچار دلسردی و ترس می باشد.

## حرفه
شارما فعالیتش را با ماهارانا پراتاپ از تلویزیون سرگرمی سونی در نقش چاند کانوار شروع کرد. شارما در ادامه به نقش آفرینی در راجکوماری آهنگرا در چاکروارتین آشوکا سامرات از تلویزیون رنگها ادامه داد . شارما در سال ۲۰۱۶ نخستین فیلم خودش را در نقش فردوس جوان در فیطور انجام داد. در همان سال، او نقش او جوان جوان است را در بار ها نگاه کن و مینی را در داستان ۲: دورگا رانی سینگ نقش آفرینی کرد.
در سال ۲۰۱۹، شارما در تلویزیون زی تی وی عشق سبحان الله در نقش زارا/بابلی دیده شد. در سال ۲۰۲۱، او در فصل ۲ سریال قهرمان اس ای بی تی وی - حالت گایاب روشن می باشد به عنوان ای اس پی آدیتی دیده شد. در سال ۲۰۲۲ نقش اصلی را در سریال سونی اس ای بی علی بابا: دستان کابل  در برابر شیزن محمد خان نقش آفرینی نمود.

## مرگ
در تاریخ ۲۴ دسامبر ۲۰۲۲، شارما خود را در اتاق گریم شیزان محمد خان، سر صحنه سریال تلویزیونی اش علی بابا: دست های کابل ، خودش را بدار آویخت. شارما بعد از این کارش به بیمارستانی در پالغار انتقال پیدا کرد و قبل ورودش به بیمارستان اعلام شد که فوت کرده است. شیزن محمد خان به افترای دستیاری در خودکشی متهم شد و بعد از ایجاد پرونده مادرش بر ضد او دستگیر شد.